# Primera Cita
Albums de CNCO
CNCO
(6 avril 2018)
 Primera Cita est le premier album studio du groupe latino CNCO. 
Il est sorti le 26 août 2016, sous le label de Sony Music Latin,.

## Performance commerciale
L’album débute en première position dans le Billboard Top Latin Albums avec plus de 11 000 téléchargements aux États-Unis, dès sa première semaine de sortie. De plus, ce dernier va cumuler plus de 1 million de streams sur Spotify, en seulement quelques heures. L’album fut certifié « Album Latino avec le meilleur début » en 2016, aux États-Unis et à Porto Rico. L’album débuta également dans le top 10 dans une quinzaine de pays, incluant un classement en tant que numéro 1 en Bolivie, au Guatemala et en Équateur,.

## Listes de chansons
| Primera Cita | Primera Cita                                          | Primera Cita                                                                                                   | Primera Cita | Primera Cita | Primera Cita | Primera Cita | Primera Cita | Primera Cita | Primera Cita |
| No           | Titre                                                 | Auteurs | Durée        |              |              |              |              |              |              |
| ------------ | ----------------------------------------------------- | --- | ------------ | ------------ | ------------ | ------------ | ------------ | ------------ | ------------ |
| 1.           | Quisiera                                              | - Víctor Delgado - Juan Luis Londoño - Johan Arjona - Juan Luis Morera                                         | 3:05         |              |              |              |              |              |              |
| 2.           | Tan Fácil                                             | - Christian Linares - Juan Luis Morera - Marco Ramírez - Víctor Rafael Torres                                  | 3:30         |              |              |              |              |              |              |
| 3.           | Reggaetón Lento                                       | - Jadan Andino - Jorge Class - Luis Ángel O'Neill - Eric Pérez                                                 | 3:42         |              |              |              |              |              |              |
| 4.           | Primera Cita                                          | Ricky Furiati                                                                                                  | 3:38         |              |              |              |              |              |              |
| 5.           | Para Enamorarte                                       | - Juan Luis Morera - Mauricio Rengifo - Sebastián Yatra                                                        | 3:08         |              |              |              |              |              |              |
| 6.           | No Entiendo                                           | - Marcos Alfonso Ramírez Carrasquillo - Juan Luis Morera - Norgie Noriega - José Torres - VÍctor Rafael Torres | 4:12         |              |              |              |              |              |              |
| 7.           | Devuélveme Mi Corazón                                 | - David Augustave - Juan Luis Morera - Bruno Nicolás - José Luis De La Pena                                    | 3:26         |              |              |              |              |              |              |
| 8.           | Cometa                                                | - Yadam González - Beatríz Luengo - Yotuel Romero                                                              | 3:37         |              |              |              |              |              |              |
| 9.           | Volverte A Ver                                        | - Christian Carrasquillo - Marcos Alfonso Ramírez Carrasquillo - Juan Luis Morera - Víctor Rafael Torres       | 4:11         |              |              |              |              |              |              |
| 10.          | Tu Luz                                                | - Marcos Alfonso Ramírez Carrasquillo - Juan Luis Morera - Víctor Rafael Torres                                | 3:53         |              |              |              |              |              |              |
| 11.          | Cien                                                  | - Andy Clay - Juan Luis Morera - Gabriel Rodríguez                                                             | 3:07         |              |              |              |              |              |              |
| 12.          | Más Allá                                              | - Marcos Alfonso Ramírez Carrasquillo - Juan Luis Morera - Víctor Rafael Torres                                | 3:40         |              |              |              |              |              |              |
| 13.          | Quisiera (Ballad Version) (en duo avec Abraham Mateo) | - Victor Delgado - Juan Luis Londoño - Juan Luis Morera                                                        | 3:08         |              |              |              |              |              |              |
| 14.          | Tan Fácil (Remix) (en duo avec Wisin)                 | - Christian Linares - Juan Luis Morera - Marco Ramírez - Víctor Rafael Torres                                  | 3:45         |              |              |              |              |              |              |
| 50:17        |                                                       | |              |              |              |              |              |              |              |

| Primera Cita (Spanish-Portuguese Version) | Primera Cita (Spanish-Portuguese Version)                      | Primera Cita (Spanish-Portuguese Version)                                     | Primera Cita (Spanish-Portuguese Version) | Primera Cita (Spanish-Portuguese Version) | Primera Cita (Spanish-Portuguese Version) | Primera Cita (Spanish-Portuguese Version) | Primera Cita (Spanish-Portuguese Version) | Primera Cita (Spanish-Portuguese Version) | Primera Cita (Spanish-Portuguese Version) |
| No                                        | Titre                                                          | Auteurs                                                                       | Durée                                     |                                           |                                           |                                           |                                           |                                           |                                           |
| ----------------------------------------- | -------------------------------------------------------------- | ----------------------------------------------------------------------------- | ----------------------------------------- | ----------------------------------------- | ----------------------------------------- | ----------------------------------------- | ----------------------------------------- | ----------------------------------------- | ----------------------------------------- |
| 14.                                       | Tan Fácil (Spanish-Portuguese Version) (en duo avec Zé Felipe) | - Christian Linares - Juan Luis Morera - Marco Ramírez - Víctor Rafael Torres | 3:29                                      |                                           |                                           |                                           |                                           |                                           |                                           |
| 49:46                                     |                                                                |                                                                               |                                           |                                           |                                           |                                           |                                           |                                           |                                           |

## Charts et Certifications

### Album
| Année | Album                                                                                                   | Positions  | Positions | Positions | Positions | Positions | Certifications                        |
| Année | Album                                                                                                   | États-Unis | EUA Latin | COL       | ESP       | MEX       | Certifications                        |
| ----- | --- | ---------- | --------- | --------- | --------- | --------- | ------------------------------------- |
| 2016  | Primera Cita - Lancement : 26 août 2016 - Label: Sony Music Latin - Formats: CD, téléchargement digital | 39         | 1         | 1         | 24        | 15        | - EUA: Platine (Latin) - MEX: Platine |

### Chansons
| Année | Chansons                   | Positions | Positions         | Positions     | Positions | Positions | Positions | Certifications                                                                                            | Album        |
| Année | Chansons                   | EUA Latin | EUA Latin Airplay | EUA Latin Pop | COL       | ESP       | MEX       | Certifications                                                                                            | Album        |
| ----- | -------------------------- | --------- | ----------------- | ------------- | --------- | --------- | --------- | --- | ------------ |
| 2016  | Tan Fácil                  | 5         | 1                 | 2             | 3         | 76        | 41        | - ESP: Or - EUA: 3 × Platine (Latin) - MEX: Or                                                            | Primera Cita |
| 2016  | Quisiera                   | 26        | 22                | 9             | 38        | —         | 44        | - EUA: 2 × Platine (Latin)                                                                                | Primera Cita |
| 2016  | Reggaetón Lento (Bailemos) | 6         | 4                 | 1             | 1         | 2         | 6         | - ESP: 6 × Platine - EUA: 5 × Platine (Latin) - COL: Diamant - SWE: Platine - MEX: Platine, Or et Diamant | Primera Cita |
| 2016  | Para Enamorarte            | —         | —                 | —             | —         | —         | —         | - EUA: Or (Latin)                                                                                         | Primera Cita |